# ソタイ 組織犯罪対策課
『ソタイ 組織犯罪対策課』（ソタイ そしきはんざいたいさくか）は、2014年から2016年までテレビ東京・BSジャパン共同制作で放送された刑事ドラマシリーズ。全2回。主演は遠藤憲一。
放送枠は「水曜ミステリー9（第2期）」（第1作）、「水曜エンタ・水曜ミステリー9」（第2作）。
六本木で巻き起こる闇犯罪に立ち向かう刑事の活躍を描く。

## 登場人物

### 六本木警察署組織犯罪対策課
二本松進
演 - 遠藤憲一
階級は警部補。妻とは離婚し一人暮らし。メス猫「きなこ」を飼っている。かつて捜査四課(マル暴)にいたが、ヤクザへの潜入捜査の際に素性を疑った幹部の命令で背中に一生消えない刺青を彫らされる。組織の摘発・壊滅には成功するものの、刺青の影響で警察内部でも周囲から敬遠されたため、ソタイに異動して現在に至る。
比屋根真里
演 - とよた真帆
経歴：池袋中央警察署生活安全課
→ 六本木警察署組織犯罪対策課
階級は巡査部長。二本松のバディ。空手三段。酒乱。家族は年下の専業主夫の夫と子供が二人いる。父は「松楽」という中華弁当屋を経営しており、張り込み時は移動販売車を借りて行うこともある。かつては生活安全課にいたが、とある被疑者に大怪我を負わせた責任を取り、ちょうど異動した小野寺の替わりに補充される形でソタイに異動した。酒豪だが、酔って二本松に執拗に絡むなど酒癖は悪い。
作田豊松
演 - 平泉成
課長。ピザを自分のデスクでよく食べている。かつては現警視庁捜査一課の管理官である原恵とバディを組んでいた。
黒澤久志
演 - 岡田浩暉（第2作）
刑事。
柏原聡
演 - 浪花ゆうじ
刑事。
西岡善継
演 - 日向とめ吉
刑事。第2作の冒頭で勝野豪に腹部を刺される。
小野寺
演 - 竪山隼太（第1作）
新人捜査官。冒頭の銃の取引現場にソタイが踏み込んだ際、劉周徳が撃った弾丸が右頬をかすり負傷する。その後他部署へ異動した。

### その他
深野仁美
演 - 中島ひろ子
週刊誌「実話ストレート」の編集長。二本松の元妻で、別れてからも可愛がっていた猫に餌をやるため二本松の自宅に行っている。二本松からヨリを戻そうと言われているものの、本人は彼と情報協力者である麗麗淡が一緒になった方がいいと考えており、ヨリを戻す気はないらしい。
麗麗淡
演 - Sharo
二本松の情報協力者。中国人ジャズシンガーで二本松を誘ってはいるものの、情報協力者という立場からその気を見せないためあしらわれており、いつも不満げに思っている。中国語の翻訳という形で二本松をサポートし、また容疑者に近付いて情報を調べ上げるなど捜査にも協力している。
大和
演 - 柴木丈瑠
二本松の情報協力者。キャバクラの客引き。情報料と引き換えに、二本松に情報を流したり、捜査に協力している。

### ゲスト
第1作（2014年）
- 青山瑛士（NPO法人「ピープルハンド」スタッフ） - 市川知宏
- 花琳（NPO法人「ピープルハンド」研修生） - 小宮有紗
- 劉周徳（中国犯罪組織の若頭） - 安藤彰則
- 土屋ヒロキ（半グレ） - 児玉拓郎
- 杉崎義弘（ヤクザ） - 河本タダオ
- 中田良一（半グレ・元架空請求詐欺の受け子） - 勝也
- 茂手木（刑事） - 佐野圭亮
- 刑事 - 藤重政孝、泉知束
- 張文国（違法ヤードの所有者） - 丹古母鬼馬二
- ボブ（客引き） - アントニー（マテンロウ）
- 日下部勇（NPO法人「ピープルハンド」理事長） - 小川隆市
- 鑑識 - 橋本啓輝
- 陣内和明（週刊誌「実話ストレート」社長） - 金剛地武志
- 吉川悠仁（週刊誌「実話ストレート」記者・仁美の部下） - 高濱正朋
- 偽造パスポートの売人 - 栩野幸知
- 架空請求詐欺グループ - 黒石高大
- 半グレ - 川合将平、渡部祐希
- 周華（NPO法人「ピープルハンド」研修生） - 神﨑沙織
- 刑事 - 高橋K太、片山知彦
- アクションシーンの吹き替え - 中島菜穂
- 汪剣 - 多々良光洋（ノンクレジット）
- 大河原悠希（IT社長） - 趙珉和
- 梁紅華（NPO法人「ピープルハンド」理事） - 李丹
- 根本信一（警視庁捜査一課 管理官・二本松の警察学校の同期） - 村田雄浩

第2作（2016年）
- 呉永漢（中華レストラン「龍明琳」オーナー） - 三浦誠己
- 清水義幸（ドラッグ調剤師） - 吉見一豊
- 木田（警部） - 本郷壮二郎
- 港（刑事） - 斉藤悠
- 刑事 - 稲葉年哉
- 加藤忠雄（危険ドラッグの密売組織のメンバー） - 浅見小四郎
- 勝野豪（危険ドラッグの密売組織のメンバー） - 辞本直樹
- 吉岡勇哉（元暴走族「新王子連合」のサブリーダー） - 平田雄也
- 山口良枝（ドラッグ工場のパート従業員） - 関口美保子
- 中国人A - 平塚真介
- 中国人マフィア - 三島ゆたか
- 検視官 - 内山翔人
- 三船（鑑識官） - 鬼塚俊秀
- 危険ドラッグ販売業者 - 松﨑イワオ、寺本一樹
- 尾崎（ネット喫茶「コミックマンガーデン」店長） - さいとうがく
- ジャンキー - 久松龍一
- 岡本和也（和美の息子・3年前の暴行傷害事件の被害者） - 杉本神伊
- 黄倩玉（商社のオーナー） - 應蘭芳
- 田村幸子（ドラッグ工場のパート従業員） - 芦川よしみ
- 岡本和美（ドラッグ工場のパート従業員） - 古村比呂
- 原恵（警視庁捜査一課 警視・管理官） - かたせ梨乃

## スタッフ
- 脚本 - 佐伯俊道、梶原阿貴
- 監督 - 皆川智之
- ナレーション - 青山勝
- 警察監修 - 古谷謙一
- 選曲 - 合田麻衣子（1）、武田拓也（2）
- ガンエフェクト・刺青 - 栩野幸知
- 殺陣 - 大道寺俊典、岡田勝
- 技術協力 - ビデオフォーカス
- プロデュース - 阿部真士、見留多佳城、神崎良
- 制作 - テレビ東京、BSジャパン、Gカンパニー

## 放送日程
| 話数 | 放送日         | サブタイトル                                                                                   | 脚本              | 監督     |
| ---- | -------------- | ---------------------------------------------------------------------------------------------- | ----------------- | -------- |
| 1    | 2014年11月12日 | 大追跡…拳銃密売！緊迫のガサ入れ！死体の足首に五彩色の紐？ 犯罪都市"六本木"の治安を守る強面刑事 | 佐伯俊道 梶原阿貴 | 皆川智之 |
| 2    | 2016年04月13日 | 主婦が堕ちた危険な仕事…凶暴デカが命張ったガサ入れ失敗！ 死体の口に１粒の真珠影の女帝の報復か…  | 佐伯俊道 梶原阿貴 | 皆川智之 |